# Roger Apéry
Roger Apéry, francoski matematik grškega rodu, * 14. november 1916, Rouen, Francija, † 18. december 1994, Caen, Francija.
Apéry je najbolj znan po Apéryjevem izreku, ki ga je dokazal leta 1978, da je število:
{\displaystyle \zeta (3)=1+{\frac {1}{2^{3}}}+{\frac {1}{3^{3}}}+{\frac {1}{4^{3}}}+{\frac {1}{5^{3}}}+\cdots \!\,,}
sedaj imenovano Apéryjeva konstanta, iracionalno, kjer je ζ Riemannova funkcija ζ.

## Življenje in delo
Njegova mati je bila Francozinja, oče pa je bil grškega rodu. Študiral je na École Normale Supérieure. V času študija je bil med vojno eno leto vojni ujetnik. Po študiju je začel predavati v Rennesu. Od leta 1947 je poučeval na Univerzi v Caenu. Njegov dokaz iz leta 1978, da je vsota obratnih vrednosti kubov celih števil iracionalna, je presenetil matematike po svetu. Do tedaj je navkljub ugledu sebe smatral za »najslabšega matematika v Franciji«, saj po njem niso imenovali nobenega znanega izreka. Junija 1978 je o svojem odkritju predaval. Mnogi matematiki med poslušalci so imeli dokaz za lažnega. Trije med njimi so verjeli da je Apéry resnično nekaj odkril in so se odločili izpolniti luknje v njegovem težkem dokazu. Dva meseca kasneje so ti trije: Cohen, Lenstra in van der Poorten dokončali svoje delo, in Cohen je v predavanju osvetlil Apéryjev dokaz. Pred njim je Apéry sam pojasnil vir nekaterih njegovih zamisli za dokaz. Njegov izvirni dokaz je temeljil na Dirichletovem kriteriju o iracionalnosti, po katerem je število ξ iracionalno, če obstaja neskončno mnogo takšnih tujih celih števil p in q, da velja:
{\displaystyle \left|\xi -{\frac {p}{q}}\right|<{\frac {c}{q^{1+\delta }}}\!\,}
za kakšen konstanten c, δ > 0. ζ(3) je zapisal kot neskončno vrsto:
{\displaystyle \zeta (3)={\frac {5}{2}}\sum _{n=1}^{\infty }{\frac {(-1)^{n-1}}{n^{3}{\binom {2n}{n}}}}\!\,,}
nato pa je s pomočjo dveh zaporedij prek kvocientnega kriterija pokazal na konvergenco, ki je zagotavljala iracionalnost.
Da je to res težek problem, kaže tudi to, da problema za kakšno drugo liho potenco še niso rešili. Mnogo matematikov je od tedaj s pomočjo Apéryjevih zaporedij iskalo duge dokaze, ki bi bili primerni za druge lihe potence (Beukers, van der Poorten, Marc Prévost, Keith Ball, Rivoal, Zudilin in drugi).
Neskončno vrsto za ζ(2) sta leta 1918 zapisala Knopp in Shur:
{\displaystyle \zeta (2)=3\sum _{n=1}^{\infty }{\frac {1}{n^{2}{\binom {2n}{n}}}}\!\,.}
Nekaj časa se je Apéry ukvarjal s politiko in bil predsednik calvadoške Radikalne stranke levih. S politiko se je nehal ukvarjati po prenovah Edgarja Faurea po majskih nemirih leta 1968, ko je spoznal, da se je univerzitetno življenje usmerilo proti tradiciji, ki jo je vedno podpiral. Umrl je po dolgi bolezni.